# Ernst Hoff
Ernst Hoff (* 11. August 1872 in Düsseldorf; † 20. September 1932 ebenda) war ein deutscher Verbandsfunktionär.

## Leben
Ernst Hoff wurde als Sohn des Karl Hoff, Maler und Kunstschreiber sowie Professor an der Kunstschule Karlsruhe, und dessen Ehefrau Maria, Tochter von Karl Ferdinand Sohn, geboren. Sein Bruder Karl Heinrich Hoff wurde später ebenfalls Maler.
Ernst Hoff studierte an den Universitäten in Karlsruhe, Berlin und Zürich Chemie und promovierte 1896 zum Doktor. Im Anschluss an das Studium wurde er Assistent eines Unternehmens in der Zementindustrie in Bestwig und später war er als technischer Direktor ebenfalls in einem Unternehmen der Zementindustrie in Lengerich tätig.
1903 sammelte er in der Geschäftsführung des Arbeitgeberverbandes Verband der Eisenindustrie Hamburg Erfahrungen und übernahm 1904 die Geschäftsführung des neu gegründeten Arbeitgeberverbandes der Nordwestlichen Gruppe (kurz Arbeit Nordwest) des Vereins Deutscher Eisen- und Stahlindustrieller in Düsseldorf. Der Arbeitgeberverband verfolgte anfangs eine kompromisslose, auf die Verteidigung der eigenen Interessen ausgerichtete, Politik und vertrat, wie kaum ein anderer, rücksichtslos den „Herr im Haus Standpunkt“ (das heißt, sie sahen sich als Herr ihrer Arbeiter an, sie waren also die uneingeschränkten Herren in ihren Firmen und konnten dort handeln, wie sie es für richtig hielten; für die Arbeiter gab es fast kein Mitbestimmungsrecht). Der Verband fuhr daher einen strikt antigewerkschaftlichen Kurs. In enger Verbindung mit den Vorsitzenden des Verbandes Heinrich Lueg (Vorsitzender von 1904 bis 1913) und Ernst Poensgen (Vorsitzender von 1914 bis 1933) stellte Ernst Hoff die Behandlung der „Arbeiterfragen“, die die Nordwestliche Gruppe bisher von einem entschiedenen Unternehmerstandpunkt aus wahrgenommen hatte, auf eine neue Grundlage und entwickelte den Verband zur größten Arbeitgeberorganisation der Eisenindustrie und vertrat ihn auch in den zentralen Arbeitgebervereinigungen.
Die von ihm eingerichtete „Austauschstelle“, die alle betrieblich-sozialen Angelegenheiten (Arbeitsnachweis, Arbeitsschutz, Ausbildungswesen, Erwerbslosenfürsorge, Krankenkassen, Urlaub) beobachten und ihre Erfahrungen Vertretern der Mitgliedsfirmen vortragen und von diesen diskutieren ließ, war Vorbild für viele ähnliche Einrichtungen bei anderen Verbänden. Er anerkannte den Gegensatz zwischen Kapital und Arbeit, allerdings unter Wahrung konservativer Eigentumsbegriffe, die Mitbestimmung ausschlossen. Zug um Zug wurde im Laufe der Zeit der „Herr im Haus Standpunkt“ abgebaut. In der Folge vollzog sich jedoch sein Handeln unter dem Zwang von sozialpolitischen Notwendigkeiten im Rahmen der wirtschaftlichen Möglichkeiten. Aus gesundheitlichen Gründen musste er 1928 die Geschäftsführung abgeben, blieb aber bis zu seinem Tod im Vorstand.
Im Jahr 1935 wurde der Verband in die „Wirtschaftsgruppe Eisenschaffende Industrie“ überführt. Nach dem Zweiten Weltkrieg knüpfte die Wirtschaftsvereinigung Eisen- und Stahlindustrie, die heutige Wirtschaftsvereinigung Stahl, an diese Tradition an.

## Schriften (Auswahl)
- Ueber die Einführung der Nitrogruppe in der Seitenkette aromatischer Basen. A.W. Schade’s Buchdruckerei, Berlin 1896.
- Ernst Hoff; Bernhard Henrich: Berichte über den Schutz der Arbeitswilligen; erstattet durch Dr. Ernst Hoff und Rechtsanwalt Bernhard Henrich. Berlin, 1914.
- Die Entstehung und Bedeutung des Tarifvertragsgedankens. Industrie-Verlag u. Druckerei, Düsseldorf 1925.